# ایوان اوردس
ایوان اوردس (اوکراینی: Іван Миколайович Ордець؛ زادهٔ ۸ ژوئیهٔ ۱۹۹۲) بازیکن فوتبال اهل اوکراین است.
از باشگاه‌هایی که در آن بازی کرده‌است می‌توان به باشگاه فوتبال شاختار دونتسک و باشگاه فوتبال ماریوپول اشاره کرد.
وی همچنین در تیم‌های ملی فوتبال Ukraine national under-17 football team, Ukraine national under-19 football team، زیر ۲۱ سال اوکراین، و اوکراین بازی کرده‌است.